# Ted Kaufman
Ted Kaufman (Philadelphia, 1939. március 15. –) az Amerikai Egyesült Államok szenátora (Delaware, 2009–2010).